# 普法尔茨地区韦斯特海姆
普法尔茨地区韦斯特海姆（德語：Westheim (Pfalz)），简称韦斯特海姆（德語：Westheim，發音：[ˈvɛsthaɪm]），是德国莱茵兰-普法尔茨州盖默斯海姆县的市镇，面积7.13平方千米，人口为人。